# Scheinzypergras-Segge
Die Scheinzypergras-Segge (Carex pseudocyperus), auch Zypergras-Segge genannt, ist eine Pflanzenart aus der Gattung der Seggen (Carex) innerhalb der Familie der Sauergrasgewächse (Cyperaceae).

## Beschreibung

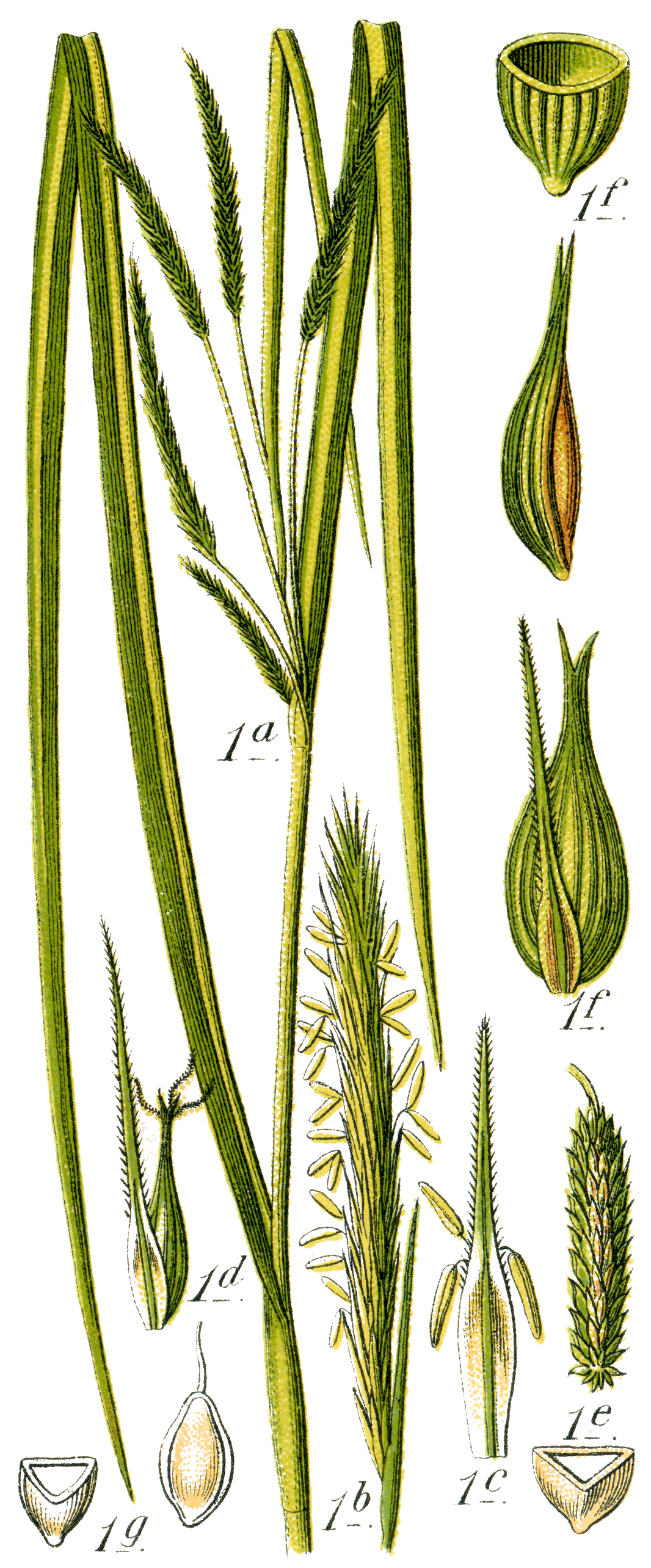
Illustration

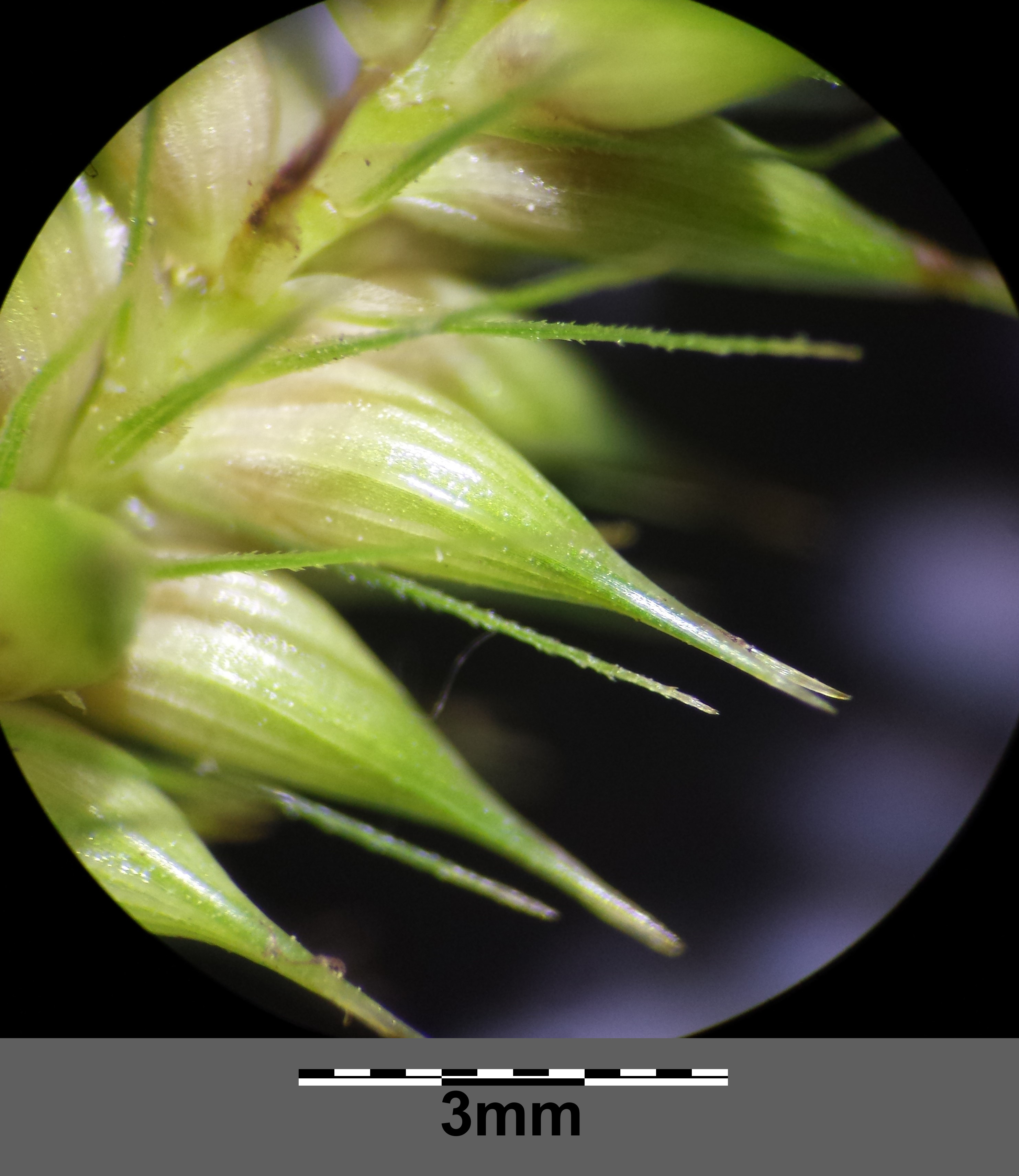
Weibliches Ährchen

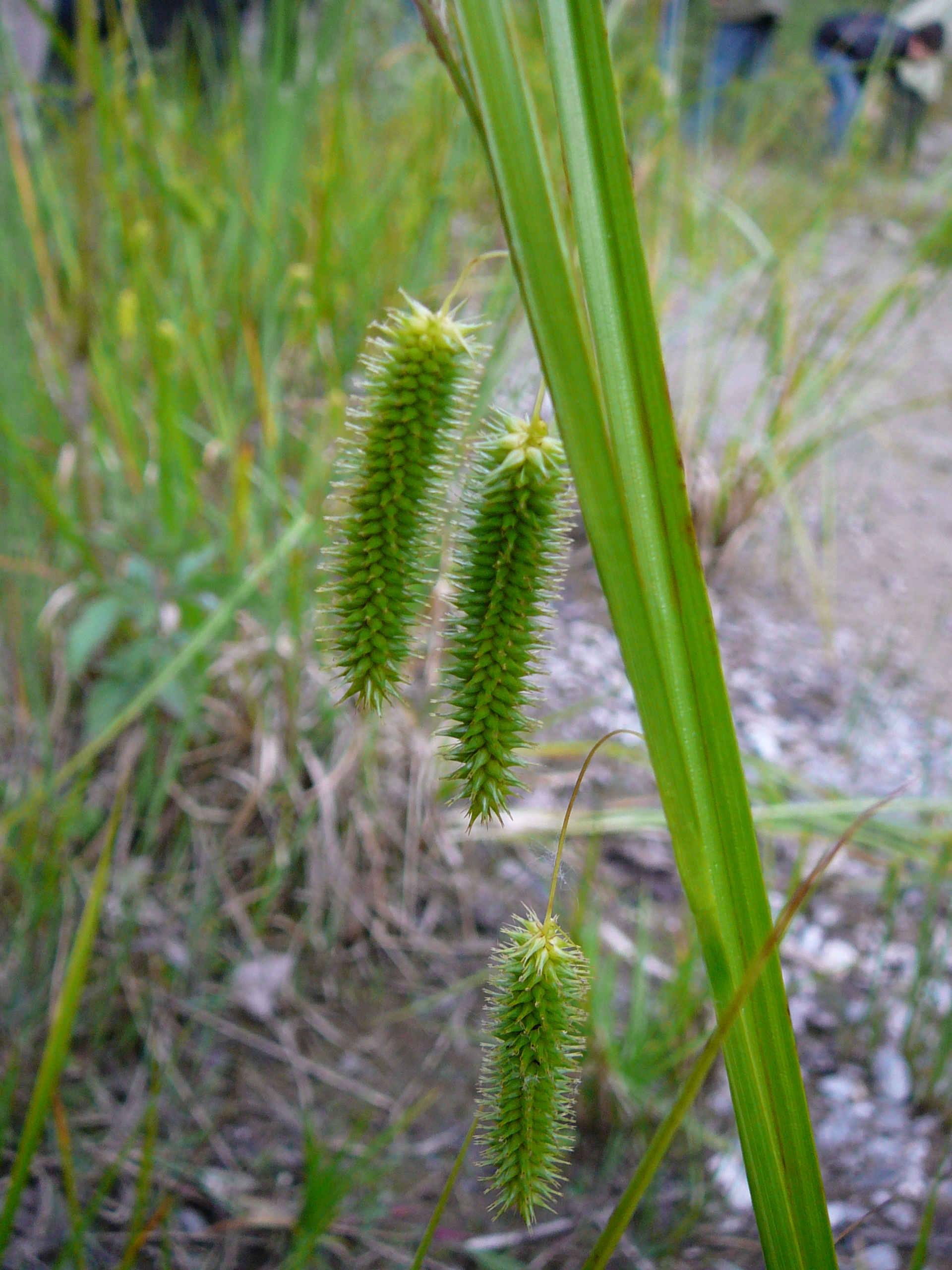
Habitus

### Vegetative Merkmale
Die Scheinzypergras-Segge ist eine überwinternd grüne, ausdauernde, krautige Pflanze, die Wuchshöhen von etwa 40 bis 100 Zentimetern erreicht. Die Scheinzypergras-Segge bildet keine Ausläufer und kommt in lockeren Horsten vor. Die oberirdischen Pflanzenteile sind auffallend gelb-grün gefärbt und kahl. Ihre Stängel sind bis 3 Millimeter dick, unten scharf dreikantig und oben oft weit herab sehr rau. Die gelb-grünen Laubblätter sind 5 bis 15 mm breit und doppelt gefaltet. Die basalen Blattscheiden sind hellbraun gefärbt und teilweise purpurrot überlaufen. Durch Quernerven erscheint das Laubblatt häufig gitternervig und nicht (wie sonst bei Seggen häufig üblich) fasernetzartig.

### Generative Merkmale
Die Schienzypergras-Segge ist eine verschiedenährige Segge. Die Hüllblätter sind sehr lang; das unterste ist bis zu 50 Zentimeter lang. Der Blütenstand ist etwa 5 bis 12 Zentimeter lang und enthält nur eine, selten zwei männliche Ährchen an der Spitze und drei bis sechs dicht beieinander stehenden weibliche Ährchen, die meist 3 bis 5 (bis über 10) Zentimeter lang gestielt und weit überhängend sind. Nur das unterste weibliche Ährchen ist häufig etwas abgesetzt. Das männliche Ährchen ist gestielt, aufrecht oder überhängend, schmal zylindrisch, 20 bis 40 (bis 60) Millimeter lang und 3 bis 5 Millimeter breit. Die Spelzen der männlichen Blüten sind meist länger als die der weiblichen Blüten und braun. Die weiblichen Ährchen sind 30 bis 50 (bis 100) Millimeter lang und etwa 10 Millimeter breit. Die Spelzen der weiblichen Blüten sind eiförmig bis lanzettlich laufen in eine lange, deutlich gesägte Granne aus. Sie sind (mit Granne) 3 bis 7 (bis 10) Millimeter lang, weißhäutig mit breitem grünem Mittelstreifen. Die Schläuche umschließen drei Narben und sind gerade abstehend oder zurückgeschlagen, etwa 4 bis 5,5 Millimeter lang und etwa 1 Millimeter breit, kurz gestielt, leicht aufgeblasen und in einen deutlich zweizähnigen Schnabel verschmälert. Sie sind durch zahlreiche Längsnerven gerippt, gelbgrün und glänzend. Die Früchte sind verkehrt eiförmig, dreikantig, unter 2 Millimeter lang, etwa 1 Millimeter breit und braun.
Die Chromosomenzahl beträgt 2n = 66.

## Ökologie
Bei der Scheinzypergras-Segge handelt es sich um einen helomorphen Hydrophyten und Hemikryptophyten. Sie vermehrt sich vegetativ mit Hilfe ihres Rhizoms.
Die Blütezeit liegt im Mai bis Juni. Die Bestäubung erfolgt durch den Wind (Anemophilie). Ihre schwimmfähigen Diasporen werden meist durch das Wasser (Hydrochorie) ausgebreitet.

## Vorkommen
Die Scheinzypergras-Segge kommt in den gemäßigten und subtropischen Gebieten der Erde vor. Carex pseudocyperus ist in Europa, im nördlichen Asien und Teilen des östlichen Nordamerikas verbreitet. In Europa kommt sie in fast allen Ländern vor und fehlt nur in Island, Spitzbergen und Griechenland. Im mitteleuropäischen Tiefland kommt sie zerstreut vor; insgesamt ist sie in Mitteleuropa selten. In der Schweiz fehlt sie gebietsweise. Sie ist in weiten Teilen Deutschlands häufig, nur in den Alpenregionen ist sie selten und in den deutschen Mittelgebirgen fehlt sie gebietsweise. Sie steigt in den Alpen vereinzelt bis etwa 1500 Meter Meereshöhe auf.
Die wärmeliebende Scheinzypergras-Segge hatte sich, wie Funde belegen, in der Jungsteinzeit in Mitteleuropa ausgebreitet. Ihre heutigen Standorte in Mitteleuropa sind Überbleibsel ihres einstmals größeren Areals.
Die Scheinzypergras-Segge gedeiht an sehr feuchten, teils überfluteten Großseggenrieden, in Röhrichtgesellschaften und im Verlandungsbereich stehender oder selten langsam fließender Gewässer. Hin und wieder kommt sie auch an Rändern oder Lichtungen von Erlenbruchwäldern vor. Sie ist pflanzensoziologisch eine Charakterart des Cicuto-Caricetum pseudocyperi aus dem Verband Phragmition.
Die Scheinzypergras-Segge gedeiht am besten auf staunassen, zeitweilig überschwemmten und nicht allzu basenarmen Böden, die im Übrigen tonig oder torfig sein können. Sie meidet Kältemulden und sie ist nur mäßig empfindlich gegen Stickstoffsalze.
Die ökologischen Zeigerwerte nach Landolt et al. 2010 sind in der Schweiz: Feuchtezahl F = 5w (überschwemmt aber mäßig wechselnd), Lichtzahl L = 4 (hell), Reaktionszahl R = 3 (schwach sauer bis neutral), Temperaturzahl T = 4 (kollin), Nährstoffzahl N = 3 (mäßig nährstoffarm bis mäßig nährstoffreich), Kontinentalitätszahl K = 4 (subkontinental), Salztoleranz = 1 (tolerant).

## Taxonomie und Systematik
Die Scheinzypergras-Segge wurde 1753 von Carl von Linné in Species Plantarum, Tomus II, S. 978 als Carex pseudocyperus erstbeschrieben.
Man kann mehrere Varietäten unterscheiden:
- Carex pseudocyperus var. fascicularis (Sol. ex Hook.f.) Boott (Syn.: Carex fascicularis Sol. ex Hook.f.): Sie kommt in Neuguinea in Australien und Neuseeland vor.[5]
- Carex pseudocyperus var. haenkeana (C.Presl) Kük. (Syn.: Carex haenkeana C.Presl): Sie kommt auf den Philippinen vor.[5]
- Carex pseudocyperus var. pseudocyperus: Sie kommt in den gemäßigten und subtropischen Zonen der Nordhalbkugel und in Neuseeland vor.[5]